# Liolaemus inti
Liolaemus inti — вид ігуаноподібних ящірок родини Liolaemidae. Ендемік Аргентини.

## Поширення і екологія
Liolaemus inti мешкають в провінції Сальта, в горах Серро-де-ла-Вірген, Невадо-де-Палермо і Невадо-де-Качі. Вони живуть на гірських луках пуна. Зустрічаються на висоті від 3700 до 3938 м над рівнем моря. Живляться рослинністю, є живородними.